# Hemipenthes pamirensis
Hemipenthes pamirensis är en tvåvingeart som beskrevs av Zaitzev 1962. Hemipenthes pamirensis ingår i släktet Hemipenthes och familjen svävflugor. Inga underarter finns listade i Catalogue of Life.